# Renata Nielsen
Renata Nielsen, née Pytełewska, le 18 mai 1966 à Otwock, est une athlète danoise spécialiste du saut en longueur.

## Biographie

### Palmarès
| Date | Compétition                    | Lieu      | Résultat | Performance |
| ---- | ------------------------------ | --------- | -------- | ----------- |
| 1992 | Jeux olympiques                | Barcelone | 11e      | 6,06 m      |
| 1993 | Championnats du monde          | Stuttgart | 3e       | 6,76 m      |
| 1994 | Championnats d'Europe          | Helsinki  | 4e       | 6,82 m      |
| 1995 | Championnats du monde en salle | Barcelone | 5e       | 6,77 m      |
| 1996 | Championnats d'Europe en salle | Stockholm | 1re      | 6,76 m      |

### Records
| Épreuve          | Performance | Lieu       | Date         |
| ---------------- | ----------- | ---------- | ------------ |
| Saut en longueur | 6,96 m      | Séville    | 5 juin 1994  |
| Triple saut      | 13,71 m     | Copenhague | 12 juin 1993 |

| Épreuve          | Performance | Lieu      | Date         |
| ---------------- | ----------- | --------- | ------------ |
| Saut en longueur | 6,77 m      | Barcelone | 12 mars 1995 |